# Gahnia lanaiensis
Gahnia lanaiensis är en halvgräsart som beskrevs av Otto Degener, Irmgard Degener och Johannes Hendrikus Kern.
Gahnia lanaiensis ingår i släktet Gahnia och familjen halvgräs. Inga underarter finns listade i Catalogue of Life.